# کوه دانا
کوه دانا (به انگلیسی: Mount Dana) یک کوه در ایالات متحده آمریکا است که در شهرستان توآلومی، کالیفرنیا واقع شده‌است. کوه دانا ۳٬۹۸۱٫۰۴ متر بالاتر از سطح دریا واقع شده‌است.